# Antonio Nocerino
Antonio Nocerino (ur. 9 kwietnia 1985 w Neapolu) – włoski piłkarz grający na pozycji pomocnika, reprezentant Włoch.

## Charakterystyka
Antonio Nocerino jest bardzo walecznym zawodnikiem.Podczas pobytu w Juventusie był ustawiany na pozycji środkowego pomocnika i rozgrywającego. Bardzo dobrze pilnuje swoich przeciwników, często znajduje się w polu karnym, a także próbuje strzałów zza pola karnego lub asystowania. Jest często porównywany do Gennaro Gattuso, po którym odziedziczył swój obecny numer na koszulce.

## Początki
Urodził się 9 kwietnia 1985 roku. W piłkę zaczął grać w wieku pięciu lat w małym klubie trenowanym przez swojego ojca. Kiedy miał 13 lat, wstąpił do młodzieżówki Juventusu. W swojej karierze grał w Avellino, Genui, Catanzaro, Crotone, Mesynie, Piacenzy, Juventusie, Palermo i Milanie.

## Piacenza i Juventus
W sezonie 2006-07, w Piacenzy zaczął grać regularnie notując 37 rozegranych meczów i 6 goli.
W lecie 2007 roku, Juventus posiadając połowę karty zawodnika, wykupił drugą połowę z Piacenzy za 3,7 mln euro. Swój oficjalny debiut w Serie A z Juventusem zaliczył w dzień otwarcia sezonu przeciwko Livorno, gdzie Juventus wygrał 5-1. Potem trener Claudio Ranieri dał mu grać regularnie. W drugiej połowie sezonu w klubie pojawił się Mohamed Sissoko, przez co stracił pewne miejsce w pierwszej jedenastce, ale udało mu się zaliczyć 32 występy w lidze i 4 w Pucharze Włoch.

## Palermo
W dniu 30 maja 2008 roku przeniósł się na stałe do Palermo. Nocerino został wyceniony na kwotę 7,5 mln euro. Zadebiutował w wygranym 3:1 meczu przeciwko Romie w dniu 13 września. Grał dużo, ale w pewnym momencie skończył jako rezerwowy, czasami krytykowany przez trenera Davide Ballardiniego. Zaliczył 33 spotkania (wszystkie w lidze), nie zdobył żadnego gola. Najczęściej grał obok Marka Bresciano, który jest bardzo ofensywny, przez co musiał się zająć defensywnymi obowiązkami.
W sezonie 2009-10, z Walterem Zenga jako trenerem, zaczął znowu regularnie w pierwszej jedenastce. W dniu 23 września 2009, w domowym meczu z AS Roma, zdobył swoją pierwszą bramkę dla Palermo. Jedynym innym celnym strzałem w tym sezonie był gol przeciwko Lazio 21 lutego 2010.
Wraz z przybyciem menedżera Delio Rossiego przejął zadania ofensywne biorąc pod uwagę fakt, że Mark Bresciano nie grał regularnie. Był także ustawiany na lewym skrzydle, gdy obrońca Federico Balzaretti szedł do przodu. Zamknął swój drugi sezon z Palermo z 35 występami i dwiema bramki w lidze, plus trzema występami w Coppa Italia.
Na sezon 2010-11, wybrał koszulkę z numerem 23, zostawiając 9 dla Abela Hernandeza.
W Pucharze Włoch, który finał po rzutach karnych Palermo wygrało z Parmą, wystąpił w klubie po raz setny. W doskonałym sezonie wystąpił 49 razy we wszystkich rozgrywkach, będąc najczęściej używanym graczem w drużynie. Strzelił cztery gole, wszystkie w lidze.
W sezonie 2011-12, po rozegraniu dwóch meczów w trzeciej rundzie eliminacji Ligi Mistrzów w przeciwko szwajcarskiej FC Thun, opuścił Palermo, notując w sumie 122 występów i sześć bramek w czasie pobytu w klubie.

## Milan
31 sierpnia 2011 w ostatni dzień włoskiego okienka transferowego, tylko godzinę przed zakończeniem okna transferowego, Nocerino dołączył do Milan na pięć lat, za 500.000 euro.

## Kariera reprezentacyjna
Nocerino był członkiem kadry reprezentacji Włoch do lat 21 na Mistrzostwach Europy, gdzie rozegrał wszystkie mecze, zawsze wychodząc w podstawowej jedenastce. W dorosłej drużynie narodowej zadebiutował 17 października 2007 w towarzyskim spotkaniu z Republiką Południowej Afryki.
Wraz z reprezentacją Włoch na Mistrzostwach Europy w 2012 zajął drugie miejsce.

## Życie prywatne
W dniu 3 lipca 2010, Nocerino ożenił się z Federicą, znaną z czasów szkolnych. Mają wspólnie syna Francisa, urodzonego 6 maja 2009. 5 października 2011 urodziło mu się drugie dziecko, córka Cecilia. Ukończył studia na kierunku rachunkowości.